# Прапор Яківського
Прапор Яківського — один з офіційних символів села Яківське, підпорядкованого Плосківській сільській раді Свалявського району Закарпатської області.
Затверджений 30 червня 2008 року рішенням сесії сільської ради.
Автор проекту прапора — Андрій Гречило.

## Опис
Квадратне біле полотнище, на якому три зелені потрійні соснові пагони, два над одним.

## Зміст
Прапор побудований на основі символіки герба поселення. Соснові пагони та зелений колір символізують Карпатські гори та багаті довколишні ліси. Білий колір уособлює чисте повітря, туристично-рекреаційну зону, перспективу розвитку відпочинкової галузі.
Квадратна форма полотнища відповідає усталеним вимогам для муніципальних прапорів (прапорів міст, селищ і сіл).